# Centre Elizabeth A. Sackler pour l'art féministe

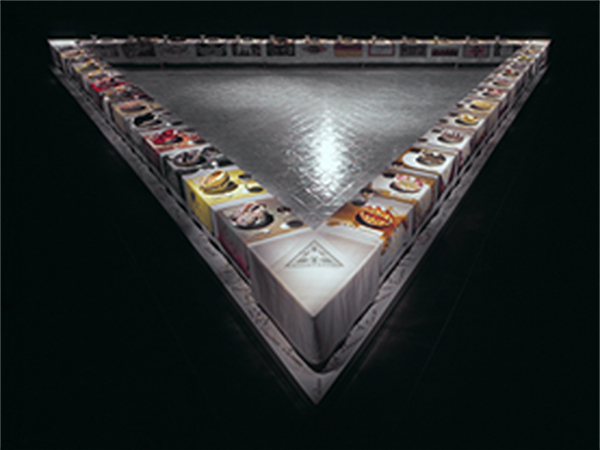
The Dinner Party, installation artistique réalisée par l'artiste féministe américaine Judy Chicago de 1974 à 1979.

Le Centre Elizabeth A. Sackler pour l'art féministe est situé au quatrième étage du Brooklyn Museum à New York. Cet espace est fondé en 2007 par l'historienne de l'art Elizabeth Sackler. Il s'agit du premier musée consacré aux artistes femmes et féministes de l'art aux États-Unis,.

## Histoire
Le Centre Elizabeth A. Sackler pour l'art féministe, créé par Elizabeth Sackler, ouvre ses portes le 23 mars 2007 et devient le premier espace public de ce type dans le pays, symbole du lien entre l'art, la théorie et l'activisme féministe. Le musée d'une superficie de 770 m2 est situé au quatrième étage du Brooklyn Museum. L'objectif premier est alors de créer un environnement interactif afin de sensibiliser et éduquer les générations futures sur l'impact du féminisme dans la culture. Le Forum du Centre est un lieu consacré aux programmes publics, ainsi qu'une plate-forme de plaidoyer pour les questions féminines. Le Council for Feminist Art est un groupe de membres engagés dans la programmation annuelle du lieu.
Depuis son ouverture, le centre est le lieu d'accueil permanent de The Dinner Party, l'œuvre féministe historique de l'artiste et militante américaine Judy Chicago. L'installation célèbre les exploits des femmes dans la culture occidentale sous la forme d'une table de banquet représentant méticuleusement 39 femmes mythiques et historiques et 999 autres. Dès ses débuts publics en 1979, l'œuvre devient une icône de l'art féministe.
L'exposition inaugurale Global Feminisms, est la première exposition internationale exclusivement consacrée à l'art féministe de 1990 à nos jours.
En octobre 2016, le musée de Brooklyn célèbre les dix ans de l'ouverture du centre avec le cycle A year of yes : Reimagining Feminism, soit la mise en place de dix expositions consacrées aux artistes féministes et à leur importance dans l’histoire de l’art au cours des cinquante dernières années, telles Georgia O’Keeffe ou Marilyn Minter (en). Un regard particulier est également porté à l'artiste peintre et plasticienne américaine Beverly Buchanan (en), dont les motifs architecturaux nourrissent une réflexion plus profonde autour des questions d'inégalités,.

## Une base d'art féministe
Le Centre Elizabeth A. Sackler pour l'art féministe dispose de ses propres archives d'art féministe. Ces données constituent une sélection autoproduite d'artistes passées et contemporaines, dont les travaux reflètent les idées, les investissements et les préoccupations féministes. Parmi les artistes recensées sont notamment présentes Clarity Haynes (en), Karen Heagle (en) ou Julia Kunin (en). La base de données est constamment actualisée par des artistes du monde entier.
La base d'art féministe est une archive numérique consacrée uniquement à l'art féministe et composée des contributrices les plus importantes et les plus prometteuses dans leur domaine. Cette ressource numérique a été créée en 2007, puis activement développée en 2014. Ses données sont à la disposition des chercheurs sous la forme d'archives parcourant les années 1960 jusqu'au début des années 2000.

## Récompenses
En mars 2012, le Centre Elizabeth A. Sackler pour l'art féministe célèbre son cinquième anniversaire en honorant quinze femmes contemporaines avec les Sackler Center First Awards. Les prix, conçus par Elizabeth Sackler, sont depuis décernés chaque année à des femmes ayant brisé la barrière du genre pour s'accomplir personnellement tout en réalisant une contribution remarquée dans leur domaine respectif.
- 2012 : Sandra Day O’Connor, Marin Alsop, Connie Chung, Johnnetta Cole (en), Wilhelmina Cole Holladay, Sandy Lerner, Lucy R. Lippard, Wilma Mankiller (à titre posthume), Toni Morrison, Linda Nochlin, Jessye Norman, Judith Rodin, Muriel Siebert, Susan Stroman (en), Faye Wattleton (en)
- 2013 : Julie Taymor
- 2014 : Anita Hill
- 2015 : Miss Piggy[12]
- 2016 : Angela Davis
- 2017 : Deborah Berke (en), Shirley Chisholm (à titre posthume), Jodi Archambault Gillette, Judith Jamison, Carol Jenkins, Roberta Kaplan, Kathy Kusner, Rita Moreno, Our Bodies, Ourselves, Ruth Simmons, Edie Windsor (à titre posthume).

## Expositions
Parmi une liste non exhaustive :
- Global Feminisms, 23 mars - 1er juillet 2007[13]
- Pharaohs, Queens, and Goddesses, 3 février 2007 - 3 février 2008[14]
- Art of Our Own : Women Ceramicists from the Permanent Collection, 23 mars 2007 - 26 juillet 2008[15]
- Global Feminisms Remix, 3 août 2007 - 3 février 2008[16]
- Ghada Amer : Love Has No End, 16 février - 19 octobre 2008[17]
- Votes for Women, 16 février - 30 novembre 2008[18]
- Burning Down the House : Building a Feminist Art Collection, 31 octobre 2008 - 5 avril 2009[19]
- The Fertile Goddess, 19 décembre 2008 - 31 mai 2009[20]
- Reflections on the Electric Mirror : New Feminist Video, 1er mai 2009 - 10 janvier 2010[21]
- Patricia Cronin : Harriet Hosmer, Lost and Found, 5 juin 2009 - 24 janvier 2010[22]
- Kiki Smith : Sojourn, 12 février - 12 septembre 2010[23]
- Seductive Subversion : Women Pop Artists, 1958–1968, 15 octobre 2010 - 9 janvier 2011[24]
- Sam Taylor-Wood : Ghosts, 30 octobre 2010 - 14 août 2011[25]
- Lorna Simpson : Gathered, 28 janvier - 21 août 2011[26]
- Matthew Buckingham : 'The Spirit and the Letter', 3 septembre 2011 - 8 janvier 2012[27]
- Eva Hesse Spectres 1960, 16 septembre 2011 - 8 janvier 2012[28]
- Rachel Kneebone : Regarding Rodin, 27 janvier - 12 août 2012[29]
- Wish Tree, 15 novembre 2012 - 6 janvier 2013[30]
- Materializing 'Six Years': Lucy R. Lippard and the Emergence of Conceptual Art, 14 septembre 2012 - 17 février 2013[31]
- Newspaper Fiction : The New York Journalism of Djuna Barnes, 1913–1919, 20 janvier - 19 août 2013[32]
- Workt by Hand : Hidden Labor and Historical Quilts, 15 mars - 15 septembre 2013[33]
- Käthe Kollwitz : Prints from the 'War' and 'Death' Portfolios, 15 mars - 10 novembre 2013[34]
- Artist Project : Between the Door and the Street, 10 - 20 octobre 2013[35]
- Wangechi Mutu : A Fantastic Journey, 11 octobre 2013 - 9 mars 2014[36]
- Chicago in L.A. : Judy Chicago's Early Work 1963–74, 4 avril - 28 septembre 2014[37]
- Judy Chicago’s Feminist Pedagogy and Alternative Spaces, 29 septembre - 16 novembre 2014[38]
- Twice Militant : Lorraine Hansberry’s Letters to 'The Ladder', 22 novembre 2013 - 16 mars 2014[39]
- A year of yes : Reimagining Feminism, octobre 2016 - janvier 2018[40]